# Orestia paveli
Orestia paveli là một loài bọ cánh cứng trong họ Chrysomelidae. Loài này được Frivaldszky miêu tả khoa học năm 1877.